# Isopogon asper
Isopogon asper (лат.) — кустарник, вид рода Изопогон (Isopogon) семейства Протейные (Proteaceae), эндемик юго-западного региона Западной Австралии. Небольшой кустарник с густыми перистыми листьями и сплюснутыми шаровидными цветочными головками розовых цветков.

## Ботаническое описание

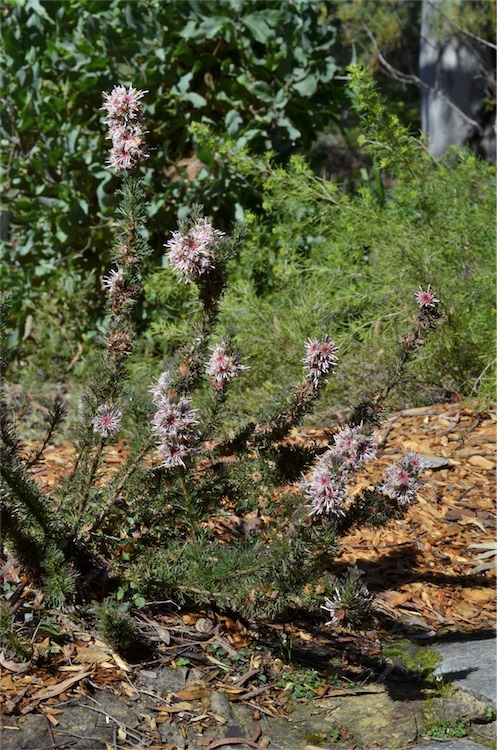
Общий вид кустарника в природе

Isopogon asper — кустарник высотой около 0,2–0,8 м с опушёнными красновато-коричневыми веточками. Листья густорасположенные до 20 мм в длину, перистые, с цилиндрическими или желобчатыми листочками на черешке длиной 13 мм. Цветки собраны в сидячих, плотно упакованных, уплощённо-сферических цветочных головках до 40 мм в диаметре. Оборачивающие соцветие прицветники имеют яйцевидную заострённую форму. Цветки около 18 мм в длину, розовые и гладкие. Цветение происходит с июня по октябрь, плоды представляют собой опушённые орехи, сросшиеся в сферическую плодовую головку диаметром до 20 мм.

## Таксономия
Впервые этот вид был описан в 1830 году Робертом Броуном в дополнении к его Prodromus Florae Novae Hollandiae et Insulae Van Diemen на основании образцов, собранных в 1827 году у реки Суон Чарльзом Фрейзером.

## Распространение и местообитание
I. asper — эндемик Западной Австралии. Растёт на низкой открытой эвкалиптовой пустоши, часто с гранитной почве, от Харви до близлежащего залива Джуриен на юго-западе Западной Австралии.

## Охранный статус
Вид классифицируется Департаментом парков и дикой природы правительства Западной Австралии как «не находящийся под угрозой исчезновения».